# آگنیشکا ویندووخا
آگنیشکا ویندووخا (لهستانی: Agnieszka Więdłocha؛ زادهٔ ۱۲ ژانویه ۱۹۸۶) بازیگر اهل لهستان است.
از فیلم‌ها یا مجموعه‌های تلویزیونی که وی در آن‌ها نقش داشته‌است، می‌توان به کارگزار من، حالا یا هرگز!، گوش آقای رئیس، کمیسر آلکس، پزشکان، پدر متیو، در خوشی و سختی، ع چون عشق، دوران افتخار و سیاره مجرد اشاره نمود.